# Би Зет Ен
Би Зет Ен, BZN, акроним на Band Zonder Naam, е една от най-успешните поп групи от Холандия. Основана е през 1966 г. в Едам-Волендам от Ян Верман (вокали), Ян Туйп (бас), Герит Востенбург, Евърт Востенбург и Цес Тол (китара).

## История
От основаването си BZN е издала повече от 60 албума. 25 от тях постигат платинен статус в Холандия.
След умерен първоначален успех с инструментала и по-късно с хардрока големият пробив идва едва през 1976 г. с холандския хит номер едно Mon amour и албума Making a Name, издаден в края на 1977 г.
От първоначалния състав са само Ян Туйп и Цес Тол, към които се присъединяват Ян Кайзер (първо барабанист, по-късно певец), Томас Тол и певицата Ани Шилдер. Съставът се променя отново и отново през годините, като Ани Шилдер напуска групата през 1983 г. и е заменена от Карола Смит. През 1988 г., след напускането на братята Сейс и Томас Тол (самите те успешни като Tol & Tol с хита Eleni от 1990 г.), се присъединяват Дик Плат и Дирк ван дер Хорст. Поради сериозно заболяване Дирк ван дер Хорст напуска групата през февруари 2003 г. Той почива през септември 2004 г. и е наследен в групата от Джон Майер. Final Tour се провежда през юни 2007 г., прощалният концерт е на 16 юни в Ротердам.
През това време, под ръководството на продуцента Рой Белтман, музикантите създават групата Palingsound, която е успешна и днес.

## Окончателен състав до 16 юни 2007 г.
- Карола Смит – вокали (присъединил се на 25 март 1984 г.)
- Ян Кайзер – вокали (присъединил се на 17 октомври 1969 г.)
- Джон Мейер – китара (присъединил се на 23 януари 2003 г.)
- Дик Плат – клавишни (присъединил се на 27 март 1988 г.)
- Ян Туйп – бас китара (присъединил се на 1 юли 1966 г.)
- Джак Верман – барабани (присъединил се на 1 май 1974 г.)

## Издадено от Балкантон
BZN (Би Зет Ен)

ВТК 3866

1986, дата на запис: 1986

А
Спомен за него — 3.47

В
Танцувай — 2.43